# Anastasija Bratčikova
Anastasija Viktorovna Bratčikova (in russo Анастасия Викторовна Братчикова?; Egor'evsk, 21 febbraio 1989) è una lottatrice russa, specializzata nella lotta libera.

## Palmarès
- Europei

Novi Sad 2017: oro nei 69 kg.
Kaspijsk 2018: oro nei 68 kg.